# João Fernandes Vieira

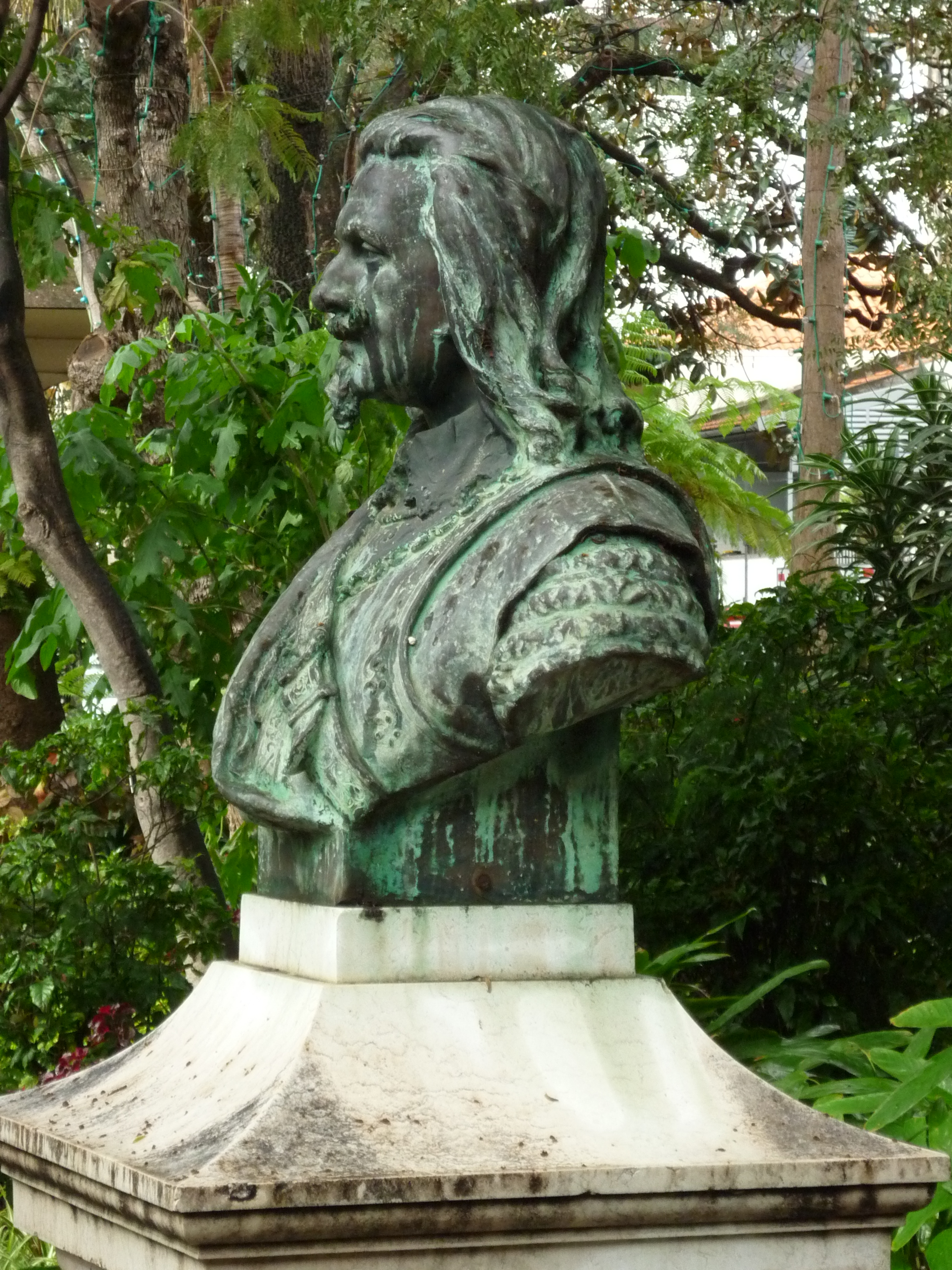
Mellszobra (Funchal, Városi kert)

João Fernandes Vieira (Funchal, 1613 – Olinda, 1681) portugál szabadsághős, a pernambucói felkelés vezetője, Pernambuco felszabadítója.

## Fiatalsága
Származása némileg bizonytalan: apja újkeresztény és valószínűleg mészáros volt; anyjának egy közelebbről meg nem nevezett néger nőt tartanak – erről a körülményről a portugál történetírás sokáig szemérmesen hallgatott. Ezek szerint a Brazíliába áttelepült João Fernandes háromszorosan (újkeresztény, mulatt és szigetlakó jöttment volta miatt) is hátrányos helyzetben kezdte dél-amerikai pályáját.
A Pernambuco melletti Olindában telepedett le, és ültetvényesként meggazdagodott, a helyi közösség azonban csak azután fogadta el, hogy feleségül vette egy gazdag nemesember, Francisco Berenguer de Andrade lányát.

## Együttműködés a hollandokkal
Amikor a Holland Nyugat-Indiai Társaság csapatai 1630. február 15-én elfoglalták Pernambucót, majd másnap Olindát, legtöbb ültetvényeshez (moradorhoz) hasonlóan nyugodtan fogadta a változást, ami a portugálok számára lényegében nem különbözött az addigi spanyol uralomtól. Akárcsak több, hasonló helyzetű társa, aktívan együttműködött a Nassaui János Móric kormányzatával.

Ennek az időszaknak három külső esemény vetett véget:
- Portugália 1640-ben függetlenedett Spanyolországtól,
- a cukor ára a korábbi töredékére esett az amszterdami árutőzsdén,[12]
- A WIC rövid távon profitorientált vezetői egyre kevésbé hajlottak Nassaui János Móric kiegyezésre törekvő politikájára, és hazarendelték a helytartót, aki 1644-ben átadta posztját. Utódai alkalmatlan tisztviselőket ültettek a moradorok nyakára, ráadásul felléptek a katolikus egyház ellen.

## A pernambucói felkelés

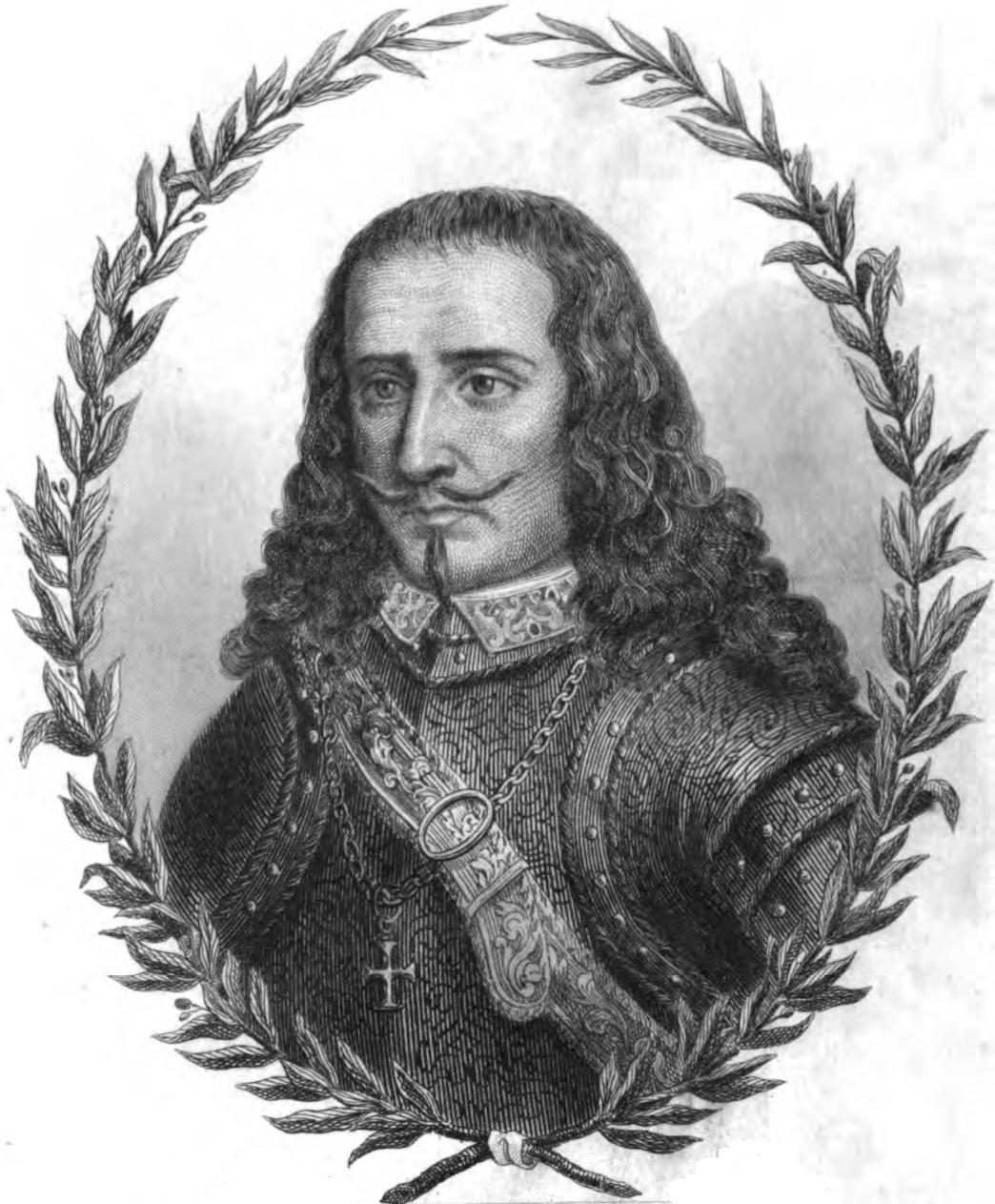
João Fernandes Vieira.

Még 1644-ben Vieira elkezdett puccsot szervezni Pernambucóban és vidékén a holland uralom ellen, ám az összeesküvést 1645-ben leleplezték, és ekkor Vieira addig összegyűjtött kis, rosszul felfegyverzett csapatával megtámadott egy holland erődítményt Recife közelében, ám a rövid küzdelemben vereséget szenvedett.
Ezután vagyonából felfegyverezte a lázadókat. A holland uralommal mind elégedetlenebb portugálok tömegesen csatlakoztak hozzá. Vieira rendkívül tehetséges partizánvezérnek bizonyult, és főleg négerekből és indiánokból toborzott, a helyi viszonyokat jól ismerő, az éghajlathoz szokott csapatai sorozatos rajtaütésekkel zaklatták a hollandokat. Mivel azonban se az anyaországból se a többi portugál kolóniából nem kaptak támogatást, a hollandok apránként visszahódították a tartományt a felkelőktől. Vieira a válságos helyzetben ki tudott tartani addig, amíg segítséget nem kapott Andre Vidal de Negreirostól. Az erősítés birtokában a felkelők ellentámadásba lendültek, és a Guararapes domboknál nyílt ütközetben kétszer is (1648 április 19., 1649. február 19, Francisco Barreto parancsnoksága alatt) legyőzték a hollandokat, akik ezután beszorultak Recifébe. Új-Hollandia fővárosát és fő erősségét és vele minden, még megmaradt brazíliai hódításukat a hollandok öt év múlva, 1654 januárjában, a Fort Milhon erőd eleste után adták fel.

## A győzelem után
A hollandok kiűzése után nemcsak a brazíliai telepesek halmozták el válogatott elismerésekkel, de a királyi udvar is.
Egy időre (1655–1657) Paraíba, majd (1658. április 18. – 1661) Angola kormányzójává nevezték ki. Ezután lemondott minden hivataláról, visszavonult a közélettől, és élete hátralevő két évtizedében egyszerű ültetvényesként élt.

## Emlékezete
Hosszú kollaborációs időszaka miatt az utókor sokáig ellentmondásosan ítélte meg, de már hosszabb ideje egyértelműen a legnagyobb portugál szabadsághősök közé sorolják.
Több brazíliai városban, így
- Recifében (Pernambuco) utcát neveztek el róla.

Vieira és Andre Vidal de Negreiros közös emlékműve ugyancsak Pernambucóban áll.
Szülővárosában, Funchalban, a Városi kertben áll mellszobra.
Olindai házában emlékmúzeumot rendeztek be.